# Reting Tsangpo
 (octobre 2018).
Si vous disposez d'ouvrages ou d'articles de référence ou si vous connaissez des sites web de qualité traitant du thème abordé ici, merci de compléter l'article en donnant les références utiles à sa vérifiabilité et en les liant à la section « Notes et références ».
Pour les articles homonymes, voir Réting.
Le Reting Tsangpo (tibétain : རྭ་སྒྲེང་གཙང་པོ་, Wylie : rwa sgreng gTsang po, THL : Reting Tsangpo ; chinois : 热振河 ; pinyin : rèzhèn hé ; dans les deux cas, littéralement : fleuve Reting), parfois translittéré Réting Tsampo, est un cours d'eau de la province du Qinghai et de la région autonome du Tibet, en Chine. C'est le principal affluent du Kyi chu (ou rivière Lhassa). Le terrain est géologiquement complexe, avec, notamment des roches profondément érodées et brisées, résultat de la collision antre la plaque indienne et la plaque eurasiatique.
Il fait partie du système fluvial du Brahmapoutre (ou Yarlung Tsangpo en tibétain). Sa source est située dans les  Monts Nyenchen Tanglha, au Qinghai.
Le fleuve passe près du Monastère de Reting, fondé en 1056